# Ångkokning

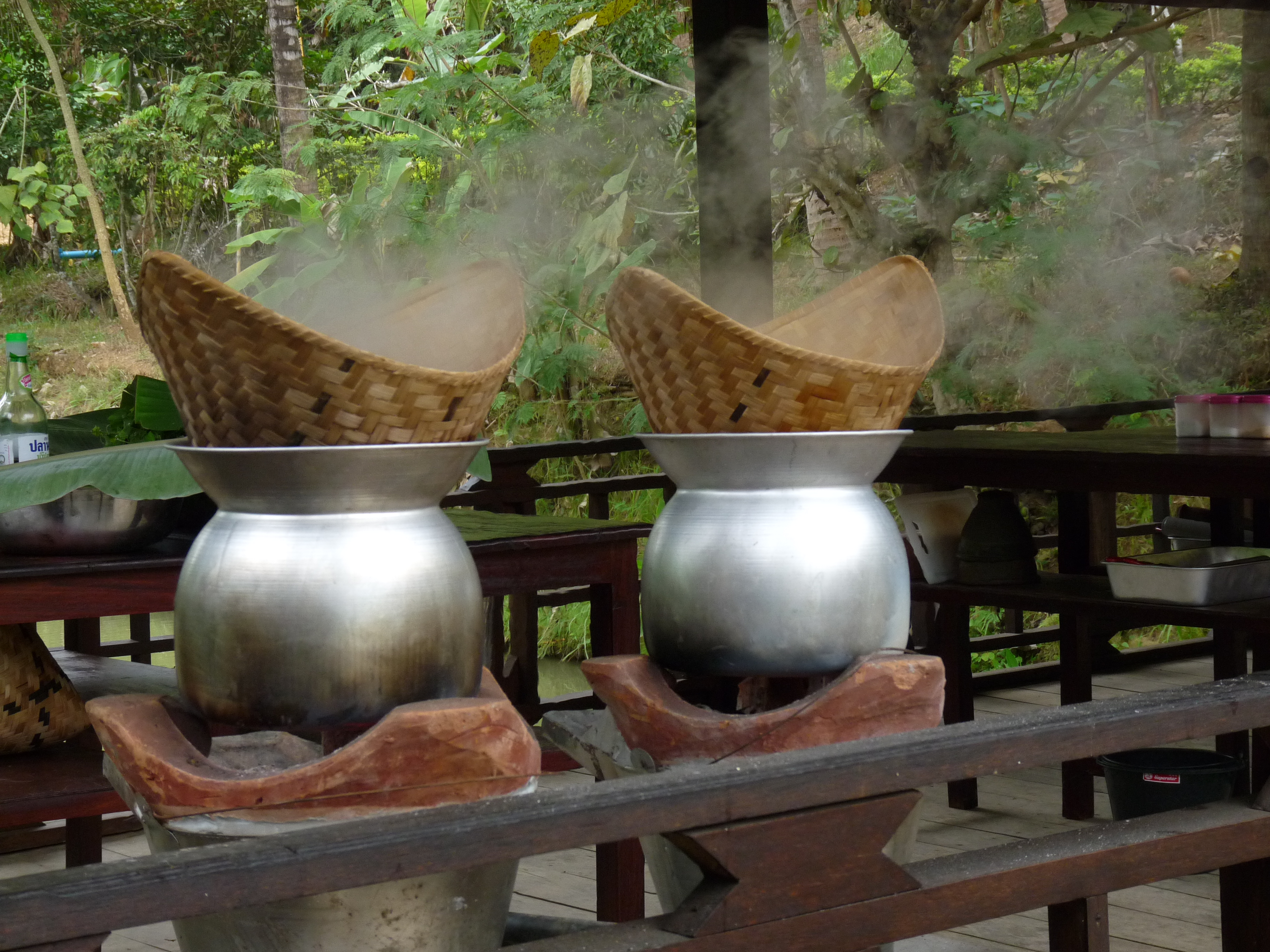
Ångkokning av ris i Laos.

Att ångkoka betyder att koka mat med ånga. Det som ska kokas hålls då ovanför kokande vatten med hjälp av t.ex. ångkokare eller en sil.
Fördelar med att ångkoka mot att koka direkt i vatten är bland annat att risken att koka sönder till exempel potatis minskar samt att fler vitaminer och mineraler stannar kvar i det som kokas.